# エドゥアルド・ガレアーノ
エドゥアルド・ウヘス・ガレアーノ（Eduardo Hughes Galeano, 1940年9月3日 - 2015年4月13日）は、ウルグアイ人のジャーナリストであり、彼の著書は多くの言語に翻訳されている。
彼の作品は正統なジャンル区分を超越し、ドキュメンタリー、フィクション、ジャーナリズム、政治分析、そして歴史を結び付けている。ガレアーノ自身は自身が歴史家であることを「私は忘れないことに取り付かれた、そう、とりわけアメリカの過去、特に記憶喪失を運命付けられた愛する大地、ラテンアメリカを忘れないことに取り付かれた作家だ」として否定している。

## 人生
ガレアーノはモンテビデオのヨーロッパにルーツを持つ、カトリック系中産階級の家庭に生まれた。
多くの若きラテンアメリカの少年のように、ガレアーノもサッカー選手になることを夢見ていた。このことは『スタジアムの神と悪魔 サッカー外伝』のような彼の著書に反映されている。十代の時ガレアーノは工場労働者やビル・コレクター、サイン・ペインター、メッサンジャー、タイピスト、銀行の係などのアルバイトに励んだ。14歳の時にガレアーノは彼の初めての論説を、ウルグアイ社会党の機関誌『エル・ソル』に売り込んだ。
1960年代に『マルチャ』誌の編集者として彼のジャーナリストとしてのキャリアは始まった。『マルチャ』誌はマリオ・バルガス・リョサやマリオ・ベネデッティ、マヌエル・マルドナルド・デニス、ロベルト・フェルナンデス・レタマールなどといった貢献者がいた有力な週刊誌であり、ガレアーノは1961年から1964年まで編集長を務めた。1964年から1966年までガレアーノは日刊「エポカ」を編集し、大学新聞で編集長を務めていた。1971年には『収奪された大地 ラテンアメリカ五百年』を出版したが、1973年に左翼都市ゲリラトゥパマロス鎮圧のための軍事クーデターにより、ウルグアイの権力が軍部に握られるとガレアーノは投獄され、後に亡命に追いやられた。彼は隣国のアルゼンチンに拠点を移し、そこで文芸雑誌『クリシス』誌を創設した。
1976年にビデラ将軍が血塗られたクーデターによりアルゼンチンで権力を握ると、彼の名前は死の部隊に有罪を宣告された者のリストに加えられ、1976年末にスペインのバルセロナに再び亡命した。彼はそこで彼の有名な三部作『火の記憶』を書いている。

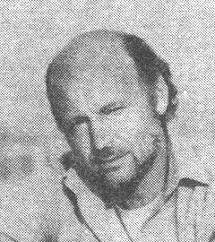
1984年のガレアーノ

1985年3月にウルグアイで民政移管が実施されるとガレアーノはモンテビデオに帰還し、以来モンテビデオに住み続けている。
2004年ウルグアイ大統領選挙でタバレ・バスケスと拡大戦線同盟の勝利により、ウルグアイ史上初の左翼政権が成立すると、ガレアーノは『ザ・プログレッシヴ』に「人民が恐怖に反対して投票した場所」と題した小稿を寄稿し、そこで彼は新政権への支持の表明と、ウルグアイの大衆が「常識」を使ったこと、彼らが伝統的なコロラド党とブランコ党に「欺かれていることにうんざりしていた」と結論付けた。
カラカスに拠点を置く汎ラテンアメリカテレビ局「テレスール」が創設されると、2005年にガレアーノはターリク・アリやアドルフォ・ペレス・エスキベルといった他の左翼知識人と共にネットワークの36人諮問委員会に加わった。
近年は、ガレアーノは国際的に名の知られた人物や、ノーベル文学賞作家のガルシア・マルケス、マリオ・ベネデッティ、エルネスト・サバト、チアゴ・デ・メージョ、カルロス・モンシバイス、パブロ・アルマンド・フェルナンデス、ホルヘ・エンリケ・アドウム、ルイス・ラファエル・サンチェス、マイラ・モンテーロ、アナ・リディア・ベガなどのようなラテンアメリカの作家や、世界の著名な歌手/作曲家であるパブロ・ミラネスらと共に、2006年1月26日に、2006年11月にラテンアメリカの22の国の政党から満場一致で批准されるように、プエルトリコの主権を要求して、ラテンアメリカとカリブ海の議会におけるプエルトリコ独立のための宣言－島国の権利としての彼らの独立主張を承認するもの－に彼らの名前とサインを加えた。ガレアーノらの要求するプエルトリコの独立の承認はプエルトリコ独立党(PIP)の要請によってなされた。
2007年2月10日、ガレアーノは肺癌の手術に成功した。2008年11月にバラク・オバマがアメリカ合衆国大統領に当選したことについて、ジャーナリストのエイミー・グッドマンとのインタビューの間に、ガレアーノはこう述べている。「このホワイトハウスは黒人奴隷によって建設されたが、ホワイトハウスはやがてバラク・オバマの家になるだろう。そして私は、私は望む。彼が決して、決してこのことを忘れないことを。」。2009年4月17日に、第五回米州サミットがトリニダード・トバゴのポート・オブ・スペインで開催され、ベネズエラのウゴ・チャベス大統領がガレアーノの『収奪された大地 ラテンアメリカ五百年』のコピーを、当該地域への初の外交訪問となったアメリカ合衆国のバラク・オバマ大統領に贈った。このことはこの本のAmazon.comでの売り上げを、英語版を2位に、スペイン語版を11位にした。
2009年5月のインタビューで、彼は過去の著作と最近の著作について、それらは自由と奴隷制の関係、および民主主義と独裁制の関係に対処していると発言した。「…アメリカ合衆国だけではなく、幾つかのヨーロッパの国家においても、軍事独裁制が世界的に拡散している。そして彼らはまるで民主主義を教育することができるかのように感じている…」。彼はまた如何になぜ書体を変えたかについてや、最近の人気上昇についても話した。
2015年4月13日に、肺ガンのために出身地であるモンテビデオ市内で死去。74歳。

## 作品
『収奪された大地 ラテンアメリカ五百年』（ラテンアメリカの切り開かれた血脈 ）はほぼ間違いなくガレアーノの最も有名な作品である。
この本の中で彼はヨーロッパ人が新世界と接触してから現在までのラテンアメリカの歴史を分析し、初期のヨーロッパと後のアメリカ合衆国のこの地域への経済的搾取と政治的支配について、彼は自らの視点で論じている。この本はセドリック・ベルフレージによって彼の多くの著書のうち最初に英語に訳されたものとなった。この本はラテンアメリカ左翼の古典的名著となっている。
『火の記憶』は南北アメリカの歴史の三部作である。登場人物は歴史的な人物であり、将軍、芸術家、革命家、労働者、征服者、そして征服された人々が、この大陸の植民地支配の歴史を反映した簡潔なエピソードで描写されている。物語は先コロンブス期に創られた神話から始まり、1980年代に至って終わる。作品のハイライトは大陸全体の植民地的な抑圧だけではなく、特に大衆的革命運動における個人から生まれたヒロイズムに見られる、長きに渡る抵抗の歴史でもある。
『火の記憶』は幅広く批評家に喝采を浴びた。ガレアーノはジョン・ドス・パソスとガブリエル・ガルシア・マルケスと対比された。ロナルド・ライトはTimes Literary Supplementにこう書いた。「偉大な作家は・・・古いジャンルを解体して新しいものを見つけた。この南米で最も奇抜な三部作と、それを成し遂げた作者を分類するのは不可能だ」。
New York Times Book Reviewでは、ジェイ・パリーニは彼の最も大胆不敵な作品、短編集The Book of Embracesで、しばしば文学的なストーリーは、ガレアーノの感情や、芸術、政治、価値への視点を提供するのと同様にして、近代の資本主義社会への冷静な批評と、理想的な社会と、考え方への視点をも提供しているとして褒め称えた（The Book of Embracesはセドリック・ベルフレージ によって死の直前の1991年に訳された最後の本である）。
ガレアーノはまたサッカーの熱心なファンであり、『スタジアムの神と悪魔 サッカー外伝』(1995年)はこれまでの歴史的な試合のレビューとなっている。ガレアーノはそれを劇場でのパフォーマンスと、戦争になぞらえている。というのは、彼はサッカーに関する国際的組織の神聖ではない同盟を批判するが、イデオロギー上の理由で、広く大衆に試合とサッカーの魅力を拒否させようとする左翼知識人をも攻撃するのである。
ガレアーノはザ・プログレッシヴとザ・ニュー・インターナショナリストの恒常的な寄稿者であり、マンスリー・レヴューとネイションでも出版している。
プエルトリコのヌエバ・トローバのミュージシャンロイ・ブラウンは2006年にガレアーノの "Los Ausentes" を音楽に脚色した [Que Vaya Bien] をティト・アウヘルとタオ・ロドリゲス・セーヘルと共にリリースした。 メコンス "Funeral"は "We Say No" の中でガレアーノのエッセイ "Funeral for the Wrong Corpse" から一節を使用している。

## 著書
- Los días siguientes (1963)
- China (1964)
- Guatemala (1967 - Guatemala: Occupied Country)
- Reportajes (1967)
- Los fantasmas del día del léon y otros relatos (1967)
- Su majestad el fútbol (1968)
- La crisis económica (1969)
- Las venas abiertas de América Latina  (1971)
  - 『収奪された大地 ラテンアメリカ五百年』[注 1]大久保光夫 訳、新評論、1986.9／新装版・藤原書店 1991、新版1997、2024.4ほか
- Siete imágenes de Bolivia (1971)
- Violencía y enajenación (1971)
- Crónicas latinoamericanas (1972)
- Vagamundo (1973) ISBN 84-7222-307-8
- La cancion de nosotros (1975) ISBN 84-350-0124-5
- Conversaciones con Raimón (1977) ISBN 84-7432-034-8
- Días y noches de amor y de guerra (1978) ISBN 84-7222-891-6 Days and Nights of Love and War ISBN 0-85345-620-8
- La piedra arde (1980)
- Voces de nuestro tiempo (1981) ISBN 84-8360-237-7
- Memoria del fuego (1982-1986) ISBN 84-323-0439-5 Memory of Fire ISBN 0-394-54805-1 (v. 1・2・3)
  - 『火の記憶』「誕生」「顔と仮面」「風の世紀」飯島みどり 訳、みすず書房, 2008-2011
- Guatemala: un pueblo en lucha (1983) ISBN 84-85781-18-X
- Aventuras de los jóvenes dioses (1984)
- Ventana sobre Sandino (1985)
- Contraseña (1985) ISBN 950-9413-06-2
- El descubrimiento de América que todavía no fue y otros escritos (1986) ISBN 84-7668-105-4
- El tigre azul y otros artículos (1988)
- Entrevistas y artículos (1962-1987) (1988)
- El libro de los abrazos (1989) ISBN 84-323-0670-3 The Book of Embraces ISBN 0-393-02960-3
- Nosotros decimos no (1989) ISBN 84-323-0675-4 We Say No ISBN 0-393-30898-7
- América Latina para entenderte mejor (1990)
- Palabras: antología personal (1990)
- An Uncertain Grace with Fred Ritchin, photographs by Sebastiao Salgado (1990) ISBN 0-89381-421-0
- Ser como ellos y otros artículos (1992) ISBN 84-323-0761-0
- Amares (1993)
- Las palabas andantes (1993) ISBN 84-323-0814-5 Walking Words ISBN 0-393-03782-7
- úselo y tírelo (1994) ISBN 950-742-542-X
- El fútbol a sol y sombra (1995) ISBN 84-323-0879-X Football (soccer) in Sun and Shadow ISBN 1-85984-848-6
  - 『スタジアムの神と悪魔 サッカー外伝』飯島みどり 訳、みすず書房、1998.4／改訂増補版・木星社、2023.2
- Mujeres (1996) ISBN 968-6719-51-2
- Apuntes para el fin de siglo: antologiá (1997) ISBN 950-860-055-1
- 100 relatos breves: antología (1998?) ISBN 950-860-066-7
- Patas arriba: la escuela del mundo al revés (1998) 8432309745 Upside Down: A Primer for the Looking-Glass World (2000) ISBN 0-8050-6375-7
- I Am Rich Potosi: The Mountain That Eats Men photographs by Stephen Ferry  (1999)
- Tejidos: antología (2001) ISBN 84-8063-500-2
- Bocas del Tiempo (2004) ISBN 9974-620-16-3 Voices of time: a life in stories ISBN 978-0-8050-7767-4
- Los hijos de los días（2011）
  - 『日々の子どもたち あるいは366篇の世界史』久野量一 訳、岩波書店, 2019